# Roßdorf am Berg
Roßdorf am Berg ist ein Gemeindeteil der Gemeinde Stadelhofen im oberfränkischen Landkreis Bamberg in Bayern.

## Geografie
Das in der Übergangszone von der Heiligenstädter Flächenalb zur Weismainalb gelegene Dorf befindet sich etwa fünf Kilometer westlich von Stadelhofen und liegt auf einer Höhe von 485 m ü. NHN.

## Geschichte
Bis zum Beginn des 19. Jahrhunderts unterstand Roßdorf der Landeshoheit des Hochstifts Bamberg. Die Dorf- und Gemeindeherrschaft übte dessen Domkapitel Bamberg aus. Die Hochgerichtsbarkeit stand dem ebenfalls bambergischen Amt Scheßlitz  als Centamt zu. Als das Hochstift Bamberg infolge des Reichsdeputationshauptschlusses 1802/03 säkularisiert und unter Bruch der Reichsverfassung vom Kurfürstentum Pfalz-Baiern annektiert wurde, wurde Roßdorf ein Teil der bei der „napoleonischen Flurbereinigung“ in Besitz genommenen neubayerischen Gebiete.
Durch die Verwaltungsreformen zu Beginn des 19. Jahrhunderts im Königreich Bayern wurde Roßdorf mit dem Zweiten Gemeindeedikt 1818 ein Teil der Landgemeinde Schederndorf. Im Zuge der Gebietsreform in Bayern wurde Roßdorf mit Schederndorf am 1. Mai 1978 in die Gemeinde Stadelhofen eingegliedert.

## Verkehr
Die Staatsstraße 2190, aus Ostnordosten von Wölkendorf kommend, bindet an das öffentliche Straßennetz an. Nach der Durchquerung des Ortes verläuft sie in westsüdwestlicher Richtung weiter. Nach der etwa einen Kilometer entfernten Autobahnanschlussstelle Roßdorf a. Berg mündet sie nach zwei Kilometern in die Bundesstraße 22 ein.

## Baudenkmäler

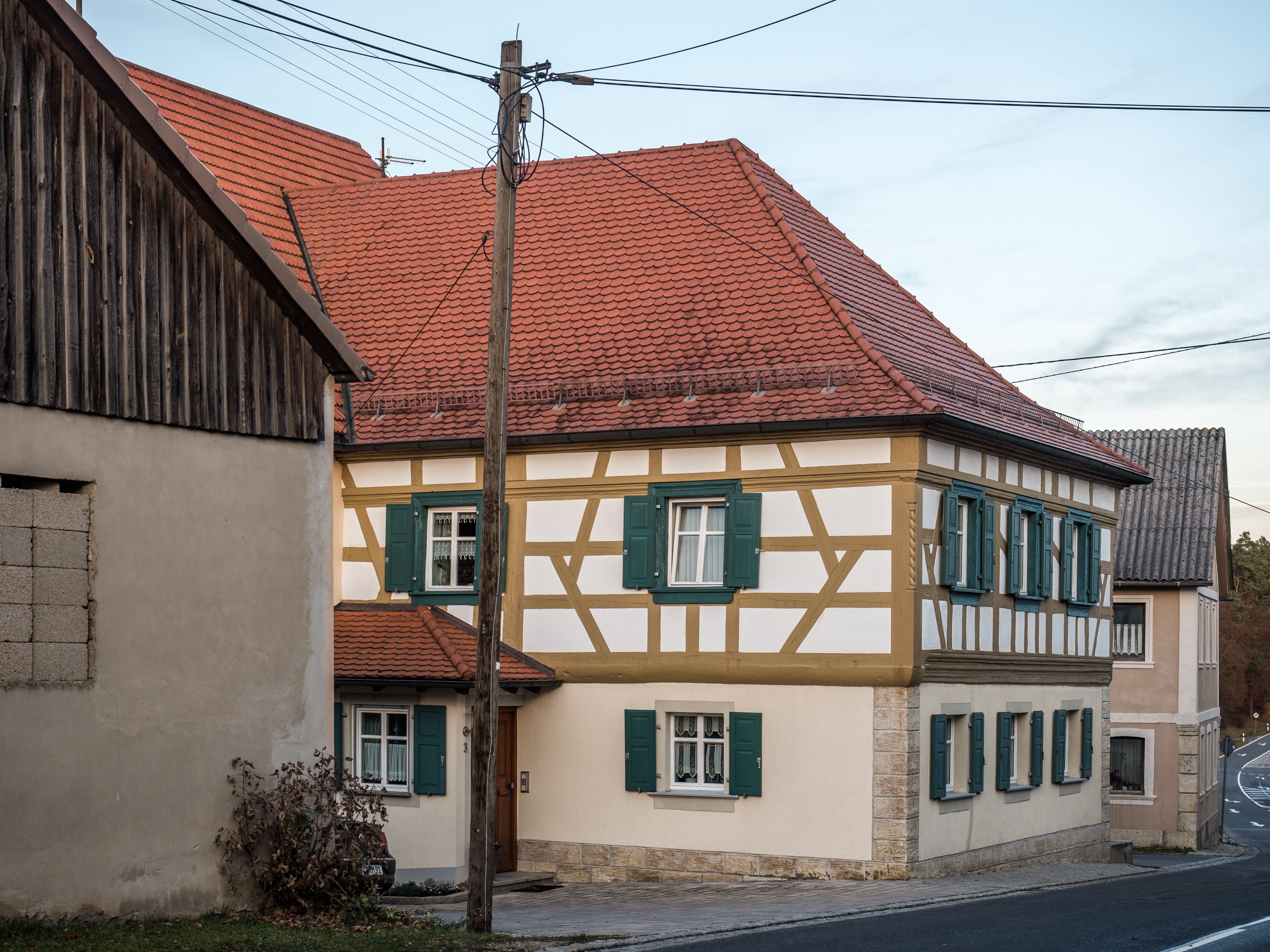
Aus der zweiten Hälfte des 18. Jh. stammendes Großbauernhaus

In Roßdorf befinden sich zwei denkmalgeschützte Bauwerke, ein ehemaliger Gasthof und ein Großbauernhaus.